# Konrad von Soest

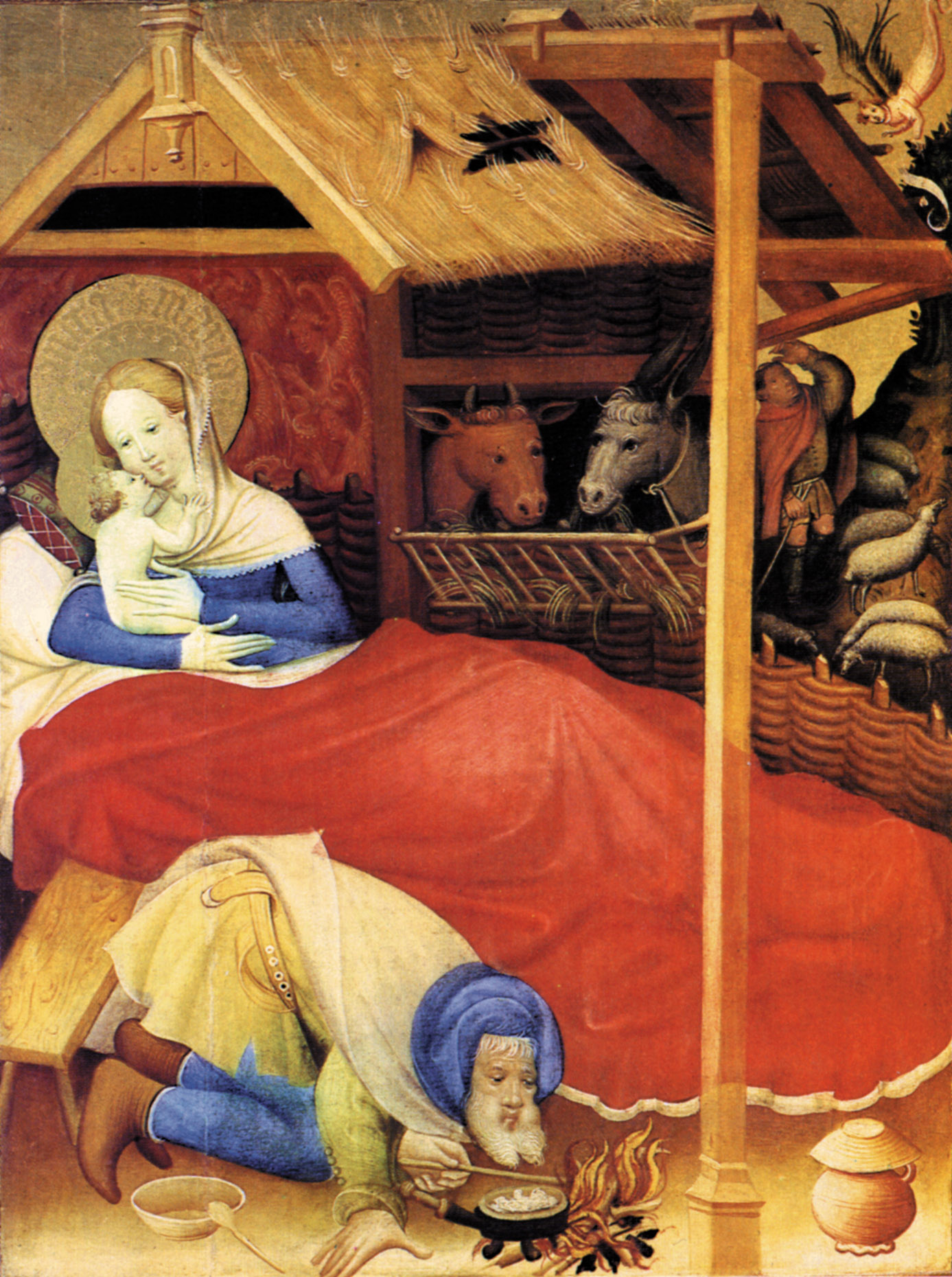
Natività, 1404, dall'altare di Niederwildungen

Konrad von Soest, spesso indicato anche con la grafia Conrad (Dortmund, 1370 circa – post 1422), è stato un pittore tedesco.

## Biografia
Documentato a Dortmund fino al 1422, fu ricordato più volte, dal 1413 al 1422, tra i membri di una confraternita presso la chiesa di San Nicola. Fu probabilmente il figlio o il nipote del pittore Wernerus, che si firmava "pictor de Susato", attivo in quella città dal 1348.
Protagonista del tardo-gotico tedesco e dello "stile tenero", le sue opere, tra cui un altare della Passione firmato nel 1403-1404 a Wildungen ("Conrad de Susato"), mostrano influenze ad ampio raggio, dalla Francia, dall'Olanda e Borgogna.